# Nordåsvatnet
Nordåsvatnet, en français "Le lac de Nordås", est une étendue d'eau de 5 km2 située près de Bergen, dans le Hordaland, en Norvège. C'est en réalité probablement un bras de fjord, mais Nordåsvatnet n'étant relié à la mer que par un minuscule passage, on peut penser que c'est un lac. La résidence royale, Gamlehaugen, est située au fond de ce fjordarm. Troldhaugen est aussi sur les rives de Nordåsvatnet.

## Présentation
Parfois les appellations géographiques sont donc erronées.
On peut citer dans un cas similaire le lac Bras d'Or au Canada, qui est en fait une zone envahie par l'océan Atlantique, ou le lac Mälar en Suède, qui est lui bien nommé, mais qui paraît être la mer Baltique envahissant les terres.